# キムソン県

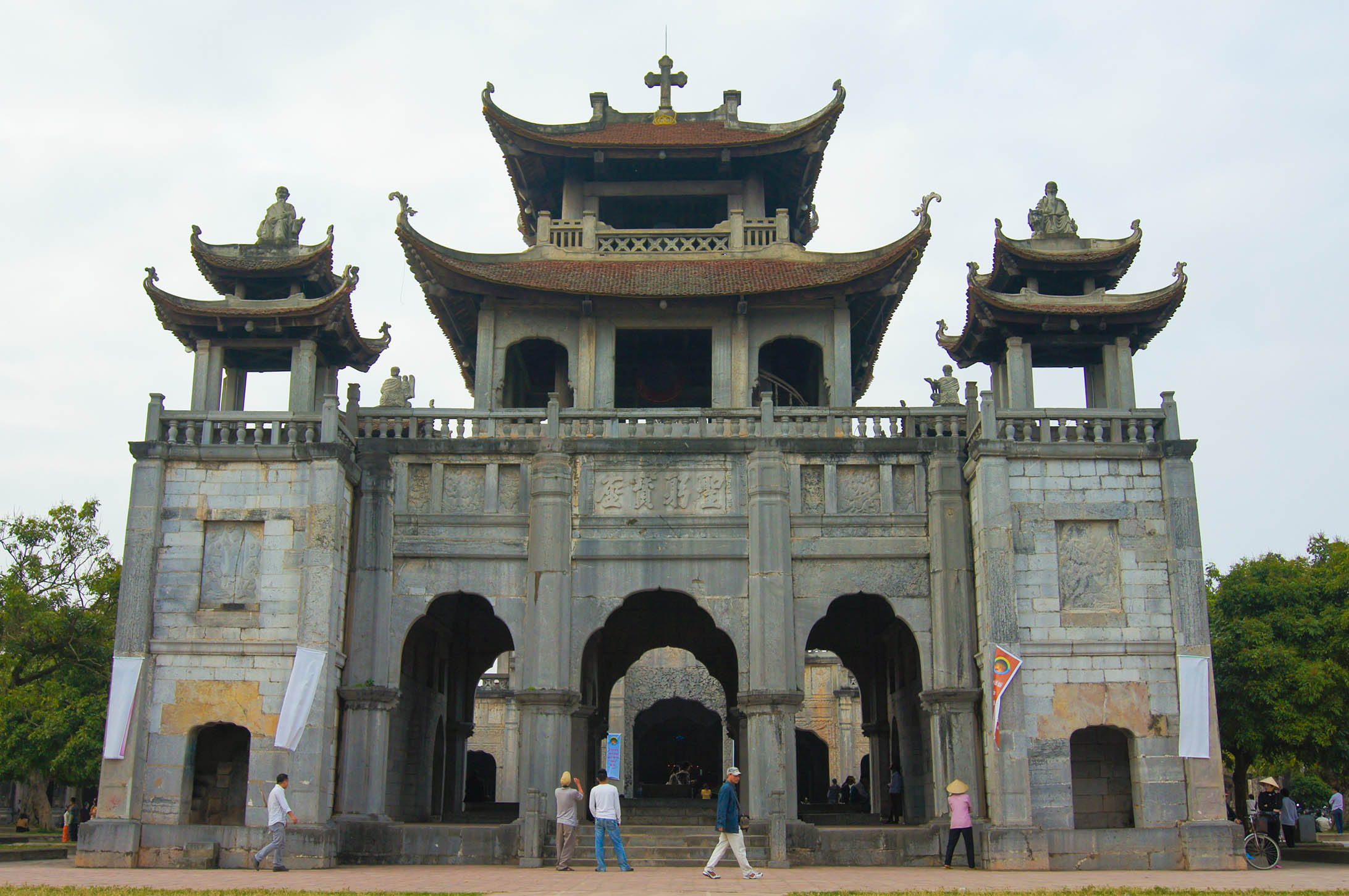
ファットズィエム大聖堂

キムソン県（キムソンけん、ベトナム語：Huyện Kim Sơn / 縣金山?）は、ベトナム社会主義共和国ニンビン省の県。面積は207km²、人口は172,399人（2008年）である。

## 行政区画
2市鎮25社を管轄する。